# Harry Clarke (cầu thủ bóng đá, sinh năm 1921)
James Henry Clarke (27 tháng 3 năm 1921 – 8 tháng 11 năm 2015) là một cầu thủ bóng đá người Anh ghi 49 bàn thắng trong 91 lần ra sân ở Football League thi đấu cho Darlington (trong 3 mùa), Leeds United và Hartlepools United trong những năm sau Thế chiến thứ hai. Clarke sinh ra ở Darlington. Là một tiền đạo trung tâm, ông cũng thi đấu bóng đá non-league cho các câu lạc bộ gồm Stanley United và Stockton. Ông cũng thi đấu Minor Counties cricket cho Durham. Clarke mất năm 2015 lúc 94 tuổi.